# Bajkal (hamn)
Bajkal (ryska: Байка́л, är en hamn vid Bajkalsjön i Irkutsks oblast i Ryssland, som ligger 60 kilometer från Irkutsk, vid den plats där Angara rinner ur Bajkalsjön. Orten hade 2020 en befolkning på 425 personer. Tvärs över utloppet av floden Angara ligger turistorten Listvjanka.
Bajkal grundades 1897. Orten är slutstation för Bajkalbanan och har bilfärjeförbindelse med Listvjanka. Under några år i början av 1900-talet gick de två isbrytande färjorna S/S Bajkal och S/S Angara två turer per dag över Bajkalsjön till och från Mysovsk, nuvarande Babusjkin, på östra sidan. S/S Bajkal medförde järnvägsvagnar.
Järnvägsstationen är ett byggnadsminne.

## Bildgalleri

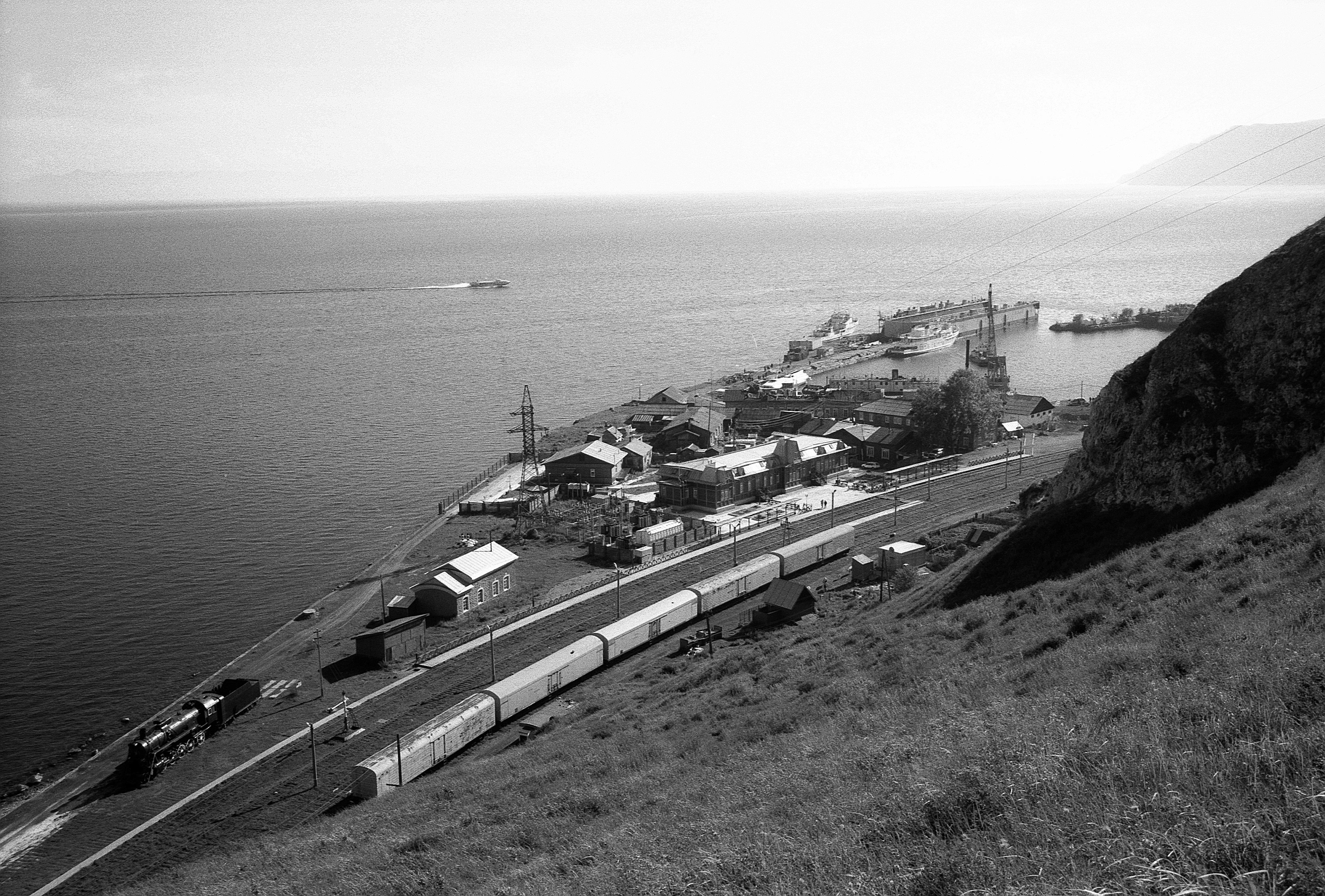
Hamn och järnvägsstation, 2010
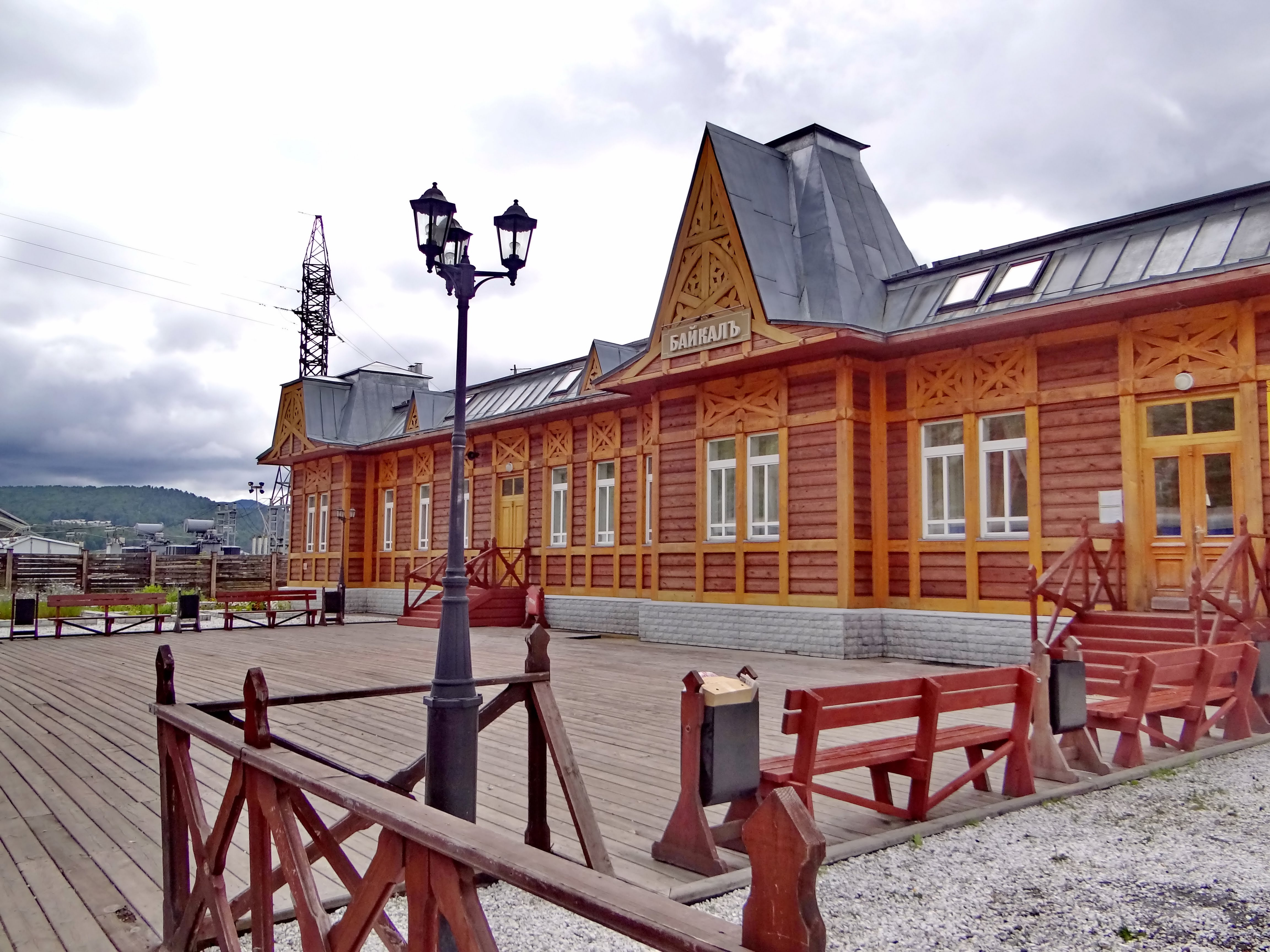
Järnvägsstationen
- Järnvägsinfarten till Bajkal (video fyra minuter, ryska)